# Au fil d'Ariane
Au fil d'Ariane is een Franse film uit 2014 onder regie van Robert Guédiguian. De film had zijn Belgische avant-première op het Film Fest Gent 2014.

## Verhaal
Ariane is een vrouw die op haar verjaardag moederziel alleen is en besluit in haar klein autootje op avontuur te trekken. Tijdens haar rit loop ze heel wat vreemde personages tegen het lijf.

## Rolverdeling
| Acteur                 | Personage        |
| ---------------------- | ---------------- |
| Ariane Ascaride        | Ariane           |
| Jacques Boudet         | Jack             |
| Jean-Pierre Darroussin | De taxichauffeur |
| Gérard Meylan          | Dennis           |